# Hans Friedel
Johann Friedel (* 1. Oktober 1935 in Rauenzell; † 7. Januar 2018 in Mömbris) war ein deutscher Oberlehrer, Heimatforscher und Chronist.

## Leben
Hans (Johann) Friedel wurde 1935 in Rauenzell in Mittelfranken als Sohn der Bauersleute Johann und Barbara Friedel geb. Häfelein geboren. Er besuchte das Humanistische Gymnasium in Ansbach und Eichstätt und absolvierte nach dem Abitur 1956 eine Ausbildung zum Lehrer an Volksschulen am Institut für Lehrerbildung in Würzburg. Tätig war er an den Volksschulen in Rittershausen, Aub bei Ochsenfurt, Partenstein, Schimborn, Leinach im Grabfeld, Feldkahl und Rottenberg.
Das Fach Heimatkunde an der Volksschule in Feldkahl, wo er als Lehrer wirkte, weckte sein Interesse für Heimatforschung. Seine Heirat im Jahr 1966 mit Christel Rosenberger aus Schimborn verwurzelte ihn mit der Gemeinde. Friedel erforschte die Heimatgeschichte der Gemeinde und der Pfarrei Schimborn. Im Jahr 2000 gab er eine zweibändige Ortschronik heraus. Mit der Chronik der Pfarrei Schimborn, in der auch die Geschichte der Filiale Daxberg mit einfloss, vollendete Friedel sein Lebenswerk.
Hans Friedel war 1970 Initiator und zeitweise Vorsitzender des Volkstrachtenvereins „Kahlgründer“ Schimborn. Des Weiteren war er maßgeblich an der Gründung des Vereinsrings Schimborn beteiligt. Er setzte sich als Mitinitiator für die Schaffung eines Jugendzeltplatzes in den Bornellern ein. Im Jahr 1985 gründete Friedel den „Verein zur Erhaltung der alten Kirche Schimborn“ und war auch dessen Vorsitzender. Um das erforderliche Geld für die Renovierung der alten Kirche von Schimborn zu beschaffen, wurde das Johannisfeuer ins Leben gerufen und mit einem Fest jährlich gefeiert. Er war auch die treibende Kraft zur Erbauung eines Dorfbrunnens in Schimborn. Friedel wollte den Brunnen unterhalb der alten Kirche auf dem Stand-Platz des ehemaligen Schulbrunnens entstehen lassen. Der Gemeinderat beschloss jedoch, den Brunnen hinter dem alten Schulhaus (Rathaus) an einem abgelegenen Platz zu errichten.
Hans Friedel war Mitglied in verschiedenen Ortsvereinen von Schimborn (Musikverein, Volkstrachtenverein, Wanderverein usw.), im Geschichtsverein Mömbris und in der Arbeitsgemeinschaft für Heimatforschung „Unser Kahlgrund“.
Friedel verfasste und veröffentlichte unzählige heimatgeschichtliche Artikel in der Tageszeitung Main Echo, sowie im Spessart-Heft des Spessartbundes, im Geschichtsblatt des Geschichtsvereins Mömbris und im Heimatjahrbuches Unser Kahlgrund. Die Krönung seines Schaffens war die Altarweihe in der alten Kirche in Schimborn, sowie die Herausgabe seiner beiden Bücher Schimborn, das Dorf und die Pfarrei.
Hans Friedel verstarb nach längerer Krankheit und wurde am 13. Januar 2018 auf dem Friedhof in Schimborn beigesetzt.

## Ehrungen
- Ehrenbrief des Marktes Mömbris (2010)[3][4]

## Werke
* Hans Friedel: Spessart, Monatsschrift des Spessartbundes.
- Hans Friedel: Die Kleiderfabrik Gebrüder Heeg – Spessart, 6/1970
- Hans Friedel: Wer Zigarren machte hatte Geld – Spessart, 6/1970
- Hans Friedel: Fünfmal "unentschieden"! – Spessart, 6/1970
- Hans Friedel: Die Entwicklung der Einwohnerzahl Schimborns seit 1617. – Spessart, 6/1970
- Hans Friedel: Streifzug durch die Geschichte Schimborns. – Spessart, 6/1970
- Hans Friedel: Wer legte den Grundstein zu unserem Dorf. – Spessart, 6/1970
- Hans Friedel: Spuren des Vorzeit-Menschen in unserer nächsten Umgebung. – Spessart, 6/1970
- Hans Friedel: Feldkahl - seit 1972 Ortsteil von Hösbach. – Spessart, 6/1974

* Hans Friedel: Unser Kahlgrund, Heimatjahrbuch.
- Hans Friedel: Spuren des Vorzeitmenschen in unserer Umgebung – Unser Kahlgrund, 1971
- Hans Friedel: Statistische Notitzen aus dem Jahre 1938 – Unser Kahlgrund, 1971
- Hans Friedel: Heimische Bodenfunde aus der Steinzeit – Unser Kahlgrund, 1972
- Hans Friedel: Gemeindezusammenlegung schon 1869 geplant – Unser Kahlgrund, 1973
- Hans Friedel: Heimische Bodenfunde der Bronzezeit – Unser Kahlgrund, 1974
- Hans Friedel: Heimische Bodenfunde zur Hallstattzeit – Unser Kahlgrund, 1975
- Hans Friedel: Die Schimborner Zwerge – Unser Kahlgrund, 1975
- Hans Friedel: Grundsteinlegung zur neuen Schimborner St. Jakobus-Kirche – Unser Kahlgrund, 1975
- Hans Friedel: Weihe der neuen Kirche in Schimborn – Unser Kahlgrund, 1976
- Hans Friedel: Heimische Bodenfunde der La-Tène-Zeit – Unser Kahlgrund, 1979
- Hans Friedel: Die Römer einst in nächster Nähe – Unser Kahlgrund, 1980
- Hans Friedel: Die Feldkahler Mühle – Unser Kahlgrund, 1981
- Hans Friedel: Die Urkunde im Grundstein der Feldkahler Kirche – Unser Kahlgrund, 1981
- Hans Friedel: Der Feldbrand, einst notgedrungene Selbsthilfe – Unser Kahlgrund, 1982
- Hans Friedel: "Schimbornn: Item ist die pfarrkirchen noch in zimlicher Astung und Bauung gehalten" – Unser Kahlgrund, 1985
- Hans Friedel: 1758 - "So ist bishero in Schimmern zur Noth lesen und schreiben gelehret worden" – Unser Kahlgrund, 1986
- Hans Friedel: "Ein Wunterzug am Himell" (1729/30) – Unser Kahlgrund, 1986
- Hans Friedel: Der Kaltenberger Hof – Unser Kahlgrund, 1987
- Hans Friedel: Die alte Kirche in Schimborn außen renoviert – Unser Kahlgrund, 1987
- Hans Friedel: "Ein schöner Brunnen drüben im Dorf" – Unser Kahlgrund, 1988
- Hans Friedel: Hauhof - einst kurmainzische und kgl.-bayerische Domäne – Unser Kahlgrund, 1989
- Hans Friedel: Versilberung der Schimborner Kirchengüter – Unser Kahlgrund, 1991
- Hans Friedel: Dorf und Hof Daxberg unter den Freiherren von Vorburg – Unser Kahlgrund, 1991
- Hans Friedel: Ein Gültbrief der Schimborner Kirche aus dem Jahre 1443 – Unser Kahlgrund, 1992
- Hans Friedel: Der Ortsname "Mömbris" – Unser Kahlgrund, 1992
- Hans Friedel: Der Name "Glasberg" – Unser Kahlgrund, 1995
- Hans Friedel: Als Schimmern in München war – Unser Kahlgrund, 1995
- Hans Friedel: Die jährlichen Zinsgefälle der Pfarrkirche zu Schimborn – Unser Kahlgrund, 1996
- Hans Friedel: Das Schimborner Pfädchennetz – Unser Kahlgrund, 1996
- Hans Friedel: Die Grenze des Aschaffenburger Forstes – Unser Kahlgrund, 1997
- Hans Friedel: Die Schimborner Feldkapelle am neuen Friedhof – Unser Kahlgrund, 1997
- Hans Friedel: Flur-, Gewässer- und Ortsnamen im mittleren Kahlgrund – Unser Kahlgrund, 1997
- Hans Friedel: Die "Biste", "Baste", "Poste" – Unser Kahlgrund, 1997
- Hans Friedel: Der Name Königshofen – Unser Kahlgrund, 1998
- Hans Friedel: Fremdenmeldebuch der Gastwirtschaft "Brezel" in Schimborn – Unser Kahlgrund, 1999
- Hans Friedel: Der Steins-Hannes - ein Schimborner Original – Unser Kahlgrund, 2000
- Hans Friedel: Zum Gedenken an Ernst Pfahler + – Unser Kahlgrund, 2000
- Hans Friedel: Der Standort der Womburg – Unser Kahlgrund, 2001
- Hans Friedel: Nachkommen der USA-Auswanderer im Forschungsfieber – Unser Kahlgrund, 2002
- Hans Friedel: Mensengesäß, Womburg und Hüttenberg - "Notizen" aus dem Jahre 1838 – Unser Kahlgrund, 2003
- Hans Friedel: Von Burgen, Raubrittern und unterirdischen Gängen – Unser Kahlgrund, 2004
- Hans Friedel: Schimborn, 25 Jahre bei Mömbris – Unser Kahlgrund, 2004
- Hans Friedel: Die Entstehung des "hessischen Zipfels" im Kahlgrund – Unser Kahlgrund, 2005
- Hans Friedel: Heitere Anekdoten, erzählt von Willi Oberle – Unser Kahlgrund, 2005
- Hans Friedel: Der Rothenberg Hof – Unser Kahlgrund, 2006
- Hans Friedel: Lorenz Pfeifer, Kirchendiener in Schimborn – Unser Kahlgrund, 2006
- Hans Friedel: Der Hauhof, 1894 eine Ruine – Unser Kahlgrund, 2007
- Hans Friedel: Das „widerlich gemachte Wöhr“ – Unser Kahlgrund, 2007
- Hans Friedel: Woher die Bamberger Mühle ihren Namen hat – Unser Kahlgrund, 2008
- Hans Friedel: Daxberg: Antworten auf landgerichtliche Fragen von 1838 – Unser Kahlgrund, 2008
- Hans Friedel: Wie alt ist der Name „Mömbris“? – Unser Kahlgrund, 2009
- Hans Friedel: Ortsnamendeutung – und kein Ende – Unser Kahlgrund, 2009
- Hans Friedel: Der Grabstein des Schimborner Lehrers Johann Joseph Bischoff – Unser Kahlgrund, 2010
- Hans Friedel: Die Schimborner Schule heißt nun „Mittelschule am Glasberg“ – Unser Kahlgrund, 2012

* Hans Friedel: Feldkahl, Chronik, 1990.
- Hans Friedel: Spuren des Vorzeit-Menschen in unserer nächsten Umgebung – Feldkahl, S. 9–19.
- Hans Friedel: Die Urkunde im Grundstein der Feldkahler Kirche – Feldkahl, S. 51–57.
- Hans Friedel: Die Feldkahler Mühle – Feldkahl, S. 67–76.
- Hans Friedel: Gemeindegebietsreform – Feldkahl, S. 171–179.

* Hans Friedel: Main Echo, Tageszeitung.
- Hans Friedel: Der "Glasberg" bei Daxberg trägt seinen Namen mit vollem Recht – Main Echo, 30. November 1990
- Hans Friedel: Gemeindeverwaltung verloste Beherbergung "lästiger Händler und Handwerksburschen" – Main Echo, 7. Januar 1991
- Hans Friedel: Die Vikarstraße soll zur Fickertskluft werden – Main Echo, 4. August 1995
- Hans Friedel: Mit der Historie nimmt man es nicht so genau – Main Echo, 20. Oktober 1995
- Hans Friedel: 1000 Jahre Mömbris: Umweg über Reichenbach – Main Echo, 27. Februar 1996
- Hans Friedel: An der alten Schimborner Kirche ein neuer Standort für ein altes Grabkreuz – Main Echo, 30. Oktober 1999

* Hans Friedel: Beiträge zur Geschichte der Marktgemeinde Mömbris, Heimat- und Geschichtsverein Mömbris.
- Hans Friedel: Gab es einmal eine zweite Womburg – Beiträge zur Geschichte der Marktgemeinde Mömbris, Heft 1, 1991
- Hans Friedel: Die Dorferneuerung in Gunzenbach – Beiträge zur Geschichte der Marktgemeinde Mömbris, Heft 1, 1991

* Hans Friedel: Schimborn Geschichte des Dorfes, 2000.
* Hans Friedel: Schimborn Geschichte der Pfarrei, 2000.